# Bácsalmás
Bácsalmás (hongrois : Bácsalmás [ˈbaːt͡ʃɒlmaːʃ] ; allemand : Almasch ; croate : Aljmaš) est une localité hongroise, ayant le rang de ville dans le comitat de Bács-Kiskun. Elle est le chef-lieu de la micro-région de Bácsalmás. Sa population s'élevait à 6 811 habitants en 2013.

## Géographie
Bácsalmás se trouve à 26 km à l'ouest de Subotica (Serbie), à 91 km au sud-ouest de Kecskemét et à 155 km au sud-sud-est de Budapest.

## Population

### Démographie
Recensements ou estimations de la population :
| 1870  | 1880  | 1890  | 1900  | 1910  |
| ----- | ----- | ----- | ----- | ----- |
| 7 837 | 7 653 | 8 091 | 8 888 | 8 960 |

| 1920  | 1930  | 1941   | 1949   | 1960  |
| ----- | ----- | ------ | ------ | ----- |
| 8 635 | 9 830 | 10 378 | 10 623 | 9 514 |

| 1970  | 1980  | 1990  | 2001  | 2011  |
| ----- | ----- | ----- | ----- | ----- |
| 9 025 | 8 562 | 7 856 | 7 748 | 6 851 |

### Minorités culturelles et religieuses
Avant la Seconde Guerre mondiale, Bácsalmás est une commune multiethnique avec une importante minorité germanophone (Souabes du Danube) et croate (Bunjevcis). Néanmoins, depuis la déportation de la population germanophone en 1947 vers l'Allemagne, la ville a été privée d'une partie de sa population autochtone qui a été remplacée par des habitants magyarophones fuyant la région de Haute-Hongrie (la Slovaquie actuelle). Ainsi, lors du recensement de 2001, il ne restait que 229 habitants déclarant appartenir à la minorité allemande.
Simultanément, les Croates de la ville ont connu une assimilation graduelle au cours de ces dernières décennies, ainsi leur nombre se résumait à 125 habitants en 2001.

## Équipements

### Réseaux extra-urbains
- Gare de Bácsalmás

## Relations internationales

### Jumelages
- Bezdan (Serbie) depuis 1966
- Backnang (Allemagne) depuis 1988
- Bizovac (Croatie) depuis 1994
- Gizalki (Pologne) depuis 2003
- Bajmok (Serbie) depuis 2005